# Delegati dall'Idaho al Congresso degli Stati Uniti d'America

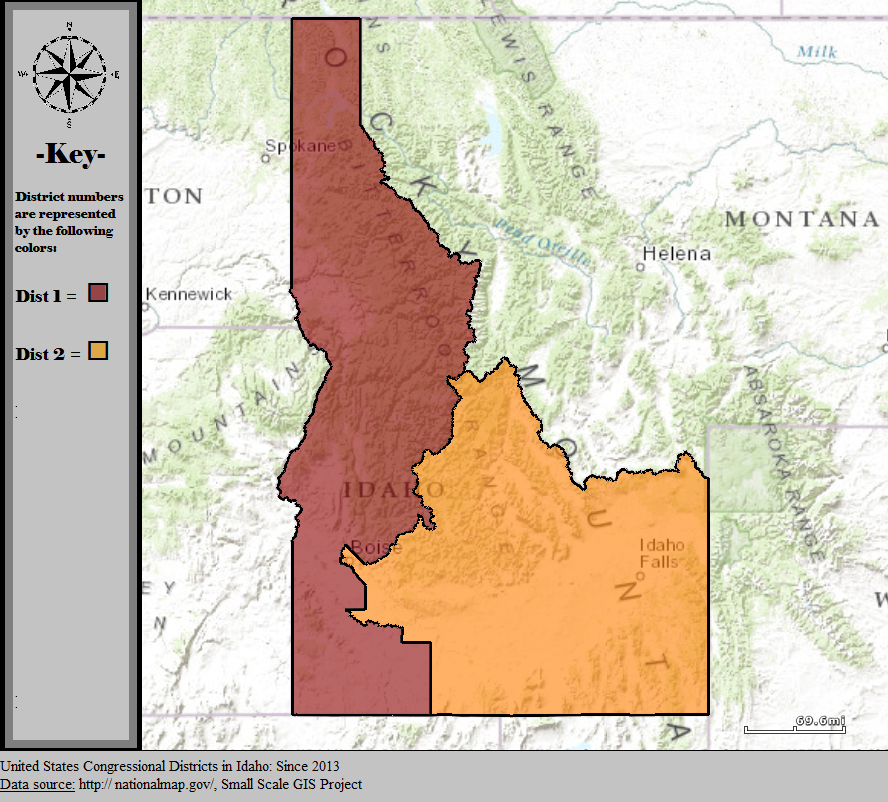
Distretti del Texas dal 2023

Sin dall'ammissione all'Unione come stato, avvenuta nel 1890, l'Idaho è rappresentato al Congresso degli Stati Uniti da una delegazione al Senato e alla Camera dei rappresentanti. Ogni stato elegge due senatori con mandati di sei anni, a prescindere dalla popolazione dello stato; quelli dell'Idaho appartengono alle classi 2 e 3. Elegge inoltre un numero di rappresentanti alla Camera in numero proporzionale alla popolazione, ogni due anni; è attualmente rappresentato alla Camera dei rappresentanti da due delegati, eletti in distretti uninominali con il sistema first-past-the-post ogni due anni. 
Durante il periodo di esistenza come Territorio dell'Idaho (1894-1890) vi fu un unico delegato alla Camera eletto in un collegio unico, at-large. Al momento dell'ammissione all'Unione, nel 1890, allo stato venne assegnato un delegato, e i rappresentanti divennero due nel 1913, in base ai risultati del censimento del 1910. Dal 1919 i rappresentanti rimasero due, ma furono eletti in due distretti distinti; i due delegati sono stati confermati anche dall'ultimo censimento del 2020.

## Camera dei rappresentanti

### Delegati attuali
La delegazione alla camera dei rappresentanti ha un totale di 2 membri in carica, entrambi repubblicani.
| Distretto | Rappresentante | Partito      | CPVI (2025) | Inizio mandato | Mappa del distretto |
| --------- | -------------- | ------------ | ----------- | -------------- | ------------------- |
| 1°        | Russ Fulcher   | Repubblicano | R+22        | 3 gennaio 2019 |                     |
| 2°        | Mike Simpson   | Repubblicano | R+13        | 3 gennaio 1999 |                     |

## Senato degli Stati Uniti d'America
| Senatore           | Congresso          | Senatore               |
| Classe 2           | Congresso          | Classe 3               |
| ------------------ | ------------------ | ---------------------- |
| George Shoup (R)   | 51                 | William McConnell (R)  |
| George Shoup (R)   | 52                 | Fred Dubois (R)        |
| George Shoup (R)   | 53                 | Fred Dubois (R)        |
| George Shoup (R)   | 54                 | Fred Dubois (R)        |
| George Shoup (R)   | 55                 | Henry Heitfeld (P)     |
| George Shoup (R)   | 56                 | Henry Heitfeld (P)     |
| Fred Dubois (D)    | 57                 | Henry Heitfeld (P)     |
| Fred Dubois (D)    | 58                 | Weldon Heyburn (R)     |
| Fred Dubois (D)    | 59                 | Weldon Heyburn (R)     |
| William Borah (R)  | 60                 | Weldon Heyburn (R)     |
| William Borah (R)  | 61                 | Weldon Heyburn (R)     |
| William Borah (R)  | 62                 | Kirtland Perky (D)     |
| William Borah (R)  | 63                 | James Brady (R)        |
| William Borah (R)  | 64                 | James Brady (R)        |
| William Borah (R)  | 65                 | James Brady (R)        |
| William Borah (R)  | 66                 | John Nugent (D)        |
| William Borah (R)  | 67                 | Frank Gooding (R)      |
| William Borah (R)  | 68                 | Frank Gooding (R)      |
| William Borah (R)  | 69                 | Frank Gooding (R)      |
| William Borah (R)  | 70                 | Frank Gooding (R)      |
| William Borah (R)  | 71                 | John W. Thomas (R)     |
| William Borah (R)  | 72                 | John W. Thomas (R)     |
| William Borah (R)  | 73                 | James Pope (D)         |
| William Borah (R)  | 74                 | James Pope (D)         |
| William Borah (R)  | 75                 | James Pope (D)         |
| William Borah (R)  | 76                 | D. Worth Clark (D)     |
| John W. Thomas (R) | 76                 | D. Worth Clark (D)     |
| 77                 |                    | D. Worth Clark (D)     |
| 78                 |                    | D. Worth Clark (D)     |
| 79                 | Glen H. Taylor (D) |                        |
| 79                 | Glen H. Taylor (D) | Charles C. Gossett (D) |
| 79                 | Glen H. Taylor (D) | Henry Dworshak (R)     |
| 80                 | Glen H. Taylor (D) |                        |
| Bert H. Miller (D) | Glen H. Taylor (D) | 81                     |
| Henry Dworshak (R) | Glen H. Taylor (D) | 81                     |
| 82                 | Herman Welker (R)  |                        |
| 83                 | Herman Welker (R)  |                        |
| 84                 | Herman Welker (R)  |                        |
| 85                 | Frank Church (D)   |                        |
| 86                 | Frank Church (D)   |                        |
| 87                 | Frank Church (D)   |                        |
| Len Jordan (R)     | Frank Church (D)   |                        |
| 88                 | Frank Church (D)   |                        |
| 89                 | Frank Church (D)   |                        |
| 90                 | Frank Church (D)   |                        |
| 91                 | Frank Church (D)   |                        |
| 92                 | Frank Church (D)   |                        |
| Jim McClure (R)    | Frank Church (D)   | 93                     |
| Jim McClure (R)    | Frank Church (D)   | 94                     |
| Jim McClure (R)    | Frank Church (D)   | 95                     |
| Jim McClure (R)    | Frank Church (D)   | 96                     |
| Jim McClure (R)    | 97                 | Steve Symms (R)        |
| Jim McClure (R)    | 98                 | Steve Symms (R)        |
| Jim McClure (R)    | 99                 | Steve Symms (R)        |
| Jim McClure (R)    | 100                | Steve Symms (R)        |
| Jim McClure (R)    | 101                | Steve Symms (R)        |
| Larry Craig (R)    | 102                | Steve Symms (R)        |
| Larry Craig (R)    | 102                | Dirk Kempthorne (R)    |
| Larry Craig (R)    | 104                | Dirk Kempthorne (R)    |
| Larry Craig (R)    | 105                | Dirk Kempthorne (R)    |
| Larry Craig (R)    | 106                | Mike Crapo (R)         |
| Larry Craig (R)    | 107                | Mike Crapo (R)         |
| Larry Craig (R)    | 108                | Mike Crapo (R)         |
| Larry Craig (R)    | 109                | Mike Crapo (R)         |
| Larry Craig (R)    | 110                | Mike Crapo (R)         |
| Jim Risch (R)      | 111                | Mike Crapo (R)         |
| Jim Risch (R)      | 112                | Mike Crapo (R)         |
| Jim Risch (R)      | 113                | Mike Crapo (R)         |
| Jim Risch (R)      | 114                | Mike Crapo (R)         |
| Jim Risch (R)      | 115                | Mike Crapo (R)         |
| Jim Risch (R)      | 116                | Mike Crapo (R)         |
| Jim Risch (R)      | 117                | Mike Crapo (R)         |
| Jim Risch (R)      | 118                | Mike Crapo (R)         |
| Jim Risch (R)      | 119                | Mike Crapo (R)         |